# Св. св. Константин и Елена (Тахино)
Вижте пояснителната страница за други значения на свети свети Константин и Елена.
„Св. св. Константин и Елена“ (на гръцки: Αγίων Κωνσταντίνου και Ελένης) е възрожденска православна църква в сярското село Тахино, Егейска Македония, Гърция. Част е от Сярската и Нигритска епархия на Вселенската патриаршия. Църквата е енорийски храм на селото.
Църквата е гробищен храм, построен в северозападния край на селото в 1763 година. В архитектурно отношение е трикорабна базилика с тройна апсида на изток. Църквата е изписана от дебърските зографи Христо, Исай, Кузман и Серафим Макриеви.
В енорията влизат и църквите „Свети Николай“ от XVII век, както и „Свети Антоний“ и „Свети Илия“.